# Веселохутірська сільська рада
Веселохутірська́ сільська́ ра́да — адміністративно-територіальна одиниця та орган місцевого самоврядування в Чорнобаївському районі Черкаської області. Адміністративний центр — село Веселий Хутір.

## Загальні відомості
- Населення ради: 729 осіб (станом на 2001 рік)

## Населені пункти
Сільській раді були підпорядковані населені пункти:
- с. Веселий Хутір

## Склад ради
Рада складалася з 12 депутатів та голови.
- Голова ради: Наконечна Світлана Василівна
- Секретар ради: Лопаткін Володимир Петрович

### Керівний склад попередніх скликань
| Прізвище, ім'я, по батькові  | Основні відомості                                                 | Дата обрання | Дата звільнення |
| ---------------------------- | ----------------------------------------------------------------- | ------------ | --------------- |
| Владіміров Іван Миколайович  | Сільський голова, 1966 року народження, безпартійний              | 26.03.2006   | 31.10.2010      |
| Наконечна Світлана Василівна | Сільський голова, 1966 року народження, освіта вища, позапартійна | 31.10.2010   |                 |

Примітка: таблиця складена за даними сайту Верховної Ради України

### Депутати
За результатами місцевих виборів 2010 року депутатами ради стали:

#### За суб'єктами висування
| Суб'єкт висування | Кількість обраних депутатів | %  |
| ----------------- | --------------------------- | -- |
| Партія регіонів   | 9                           | 75 |
| Самовисування     | 3                           | 25 |

#### За округами
| № округу        | Прізвище, ім'я, по батькові     | Дата визнання обраним | Освіта             | Партійна приналежність | Відомості про обраного депутата                               |
| --------------- | ------------------------------- | --------------------- | ------------------ | ---------------------- | ------------------------------------------------------------- |
| Партія регіонів |                                 |                       |                    |                        |                                                               |
| 3               | Лопаткін Володимир Петрович     | 05.11.2010            | вища               | позапартійний          | Веселохутірська сільська рада, секретар                       |
| 4               | Безугла Валентина Олександрівна | 05.11.2010            | вища               | позапартійна           | Веселохутірський навчально-виховний комплекс, вчитель         |
| 5               | Кравченко Любов Михайлівна      | 05.11.2010            | середня спеціальна | позапартійна           | ПСП «Веселий Хутір», бухгалтер                                |
| 6               | Панасенко Людмила Іванівна      | 05.11.2010            | вища               | позапартійна           | Веселохутірський навчально-виховний комплекс, вчитель         |
| 7               | Ніковська Наталія Іванівна      | 05.11.2010            | вища               | член Партії регіонів   | Веселохутірський навчально-виховний комплекс, вчитель         |
| 8               | Жицька Тетяна Іванівна          | 05.11.2010            | вища               | позапартійна           | приватний підприємець                                         |
| 9               | Савощенко Сергій Михайлович     | 05.11.2010            | середня спеціальна | член Партії регіонів   | ПСП «Веселий Хутір», бригадир будівельної бригади             |
| 10              | Потапов Віктор Миколайович      | 05.11.2010            | середня            | позапартійний          | пенсіонер                                                     |
| 12              | Гаврилова Надія Юріївна         | 05.11.2010            | вища               | позапартійна           | Веселохутірська сільська рада, бухгалтер                      |
| Самовисування   |                                 |                       |                    |                        |                                                               |
| 1               | Кравченко Наталія Григорівна    | 05.11.2010            | вища               | позапартійна           | ПСП «Веселий Хутір», робітниця будівельної бригади            |
| 2               | Барановська Любов Михайлівна    | 05.11.2010            | середня спеціальна | позапартійна           | Веселохутірський навчально-виховний комплекс, помічник кухаря |
| 11              | Палій Людмила Василівна         | 05.11.2010            | вища               | позапартійна           | Веселохутірський навчально-виховний комплекс, вчитель         |